# 愉快にオンステージ
『愉快にオンステージ』（ゆかいにオンステージ）は、1989年4月から1993年3月までNHK総合テレビジョンで放送された公開バラエティ番組である。

## 内容
全国各地を回って、トークの面白さと一流の芸を楽しんでもらう公開バラエテイー。ターゲットは現代社会の働き手でもある30代〜40代のお父さん、お母さん。明るいショーとすてきな音楽をお届けした。この番組の最大の売りは、その豪華なホスト陣。堺正章、さだまさし、武田鉄矢、南こうせつ、三宅裕司、西田敏行、吉田拓郎（三宅・吉田は後に山田邦子・木の実ナナに交代）という、持ち味も活躍分野も異なる7人のホストが毎回交代で番組を彩る。
第1回放送は1989年4月3日で、さだまさしのホスト、ちあきなおみのゲストで藤井寺市民総合会館での公開収録であった。

## 放送時間
- 1989年4月 - 1991年3月：月曜19:30 - 20:00（JST）
- 1991年4月 - 1992年3月：木曜20:00 - 20:45（JST）
  - 『あなたの町で夢芝居』『首都圏特集』と平行放送。
- 1992年4月 - 1993年3月：土曜21:45- 22:30（JST）